# پرچم بادن-وورتمبرگ
پرچم بادن-وورتمبرگ در ۱۱ نوامبر ۱۹۵۳ پذیرفته شد.